# 1942年8月26日月食
1942年8月26日月食为一次在协调世界时1942年8月26日出現的月全食。該次月食半影食分為2.539、全影食分為1.540。偏食維持了107分，全食維持47分。

## 概述
這次月食的食分是22.28，偏食維持了107分，全食維持47分。

## 基本參數
- 類型：月全食
- 食甚資料：
  - 日期：1942年8月26日
  - 時間：3:48
  - 月球位置：赤經22.28度、赤緯-10.5度
  - 食分：半影食分：2.539、全影食分：1.540
  - 持續時間：偏食107分、全食47分

## 外部連結
- NASA月食專頁（页面存档备份，存于）（英文）